# Territorios ocupados de Georgia
Los Territorios ocupados por Rusia en Georgia (en georgiano: საქართველოს ოკუპირებული ტერიტორიები), romanizado: sakartvelos ok'up'irebuli t'erit'oriebi) son áreas de Georgia que han sido ocupadas por Rusia después de la guerra ruso-georgiana en 2008. Consiste en las regiones de la República Autónoma de Abjasia y la antigua Región Autónoma de Osetia del Sur de la Georgia soviética (actualmente dividida entre varias divisiones administrativas no autónomas de Georgia independiente), cuyo estatus es un tema de disputa internacional.
Después de la guerra de 2008 y la posterior ocupación militar rusa de Abjasia y Osetia del Sur, el gobierno ruso, junto con otros cuatro Estados miembros de la ONU, considera a los territorios estados soberanos independientes: la República de Abjasia y la República de Osetia del Sur. Antes de la ocupación rusa, las repúblicas no reconocidas de Abjasia y Osetia del Sur no controlaban completamente sus respectivos territorios reclamados. Se establecieron bases militares rusas en Abjasia y Osetia del Sur. Rusia no permite que la Misión de Observación de la Unión Europea entre ni en Abjasia ni en Osetia del Sur. Rusia ha firmado acuerdos con las administraciones civiles de facto de ambos territorios para integrarlos militar y económicamente en Rusia. Las tropas rusas han comenzado el proceso de demarcación (también conocido como "frontera") a lo largo de, y también más allá, de la frontera entre el resto de Georgia y la autoproclamada República de Osetia del Sur.
Tanto Abjasia como Osetia del Sur son ampliamente reconocidas como partes integrales de Georgia y juntas representan el 20% del territorio internacionalmente reconocido de Georgia. La "Ley sobre los Territorios Ocupados de Georgia" de Georgia, aprobada el año 2008, penaliza y persigue la entrada en Abjasia y Osetia del Sur desde la parte rusa sin un permiso especial y sólo permite la actividad económica en los dos territorios que están de acuerdo con ella. Georgia y la mayoría de los demás miembros de la comunidad internacional, incluidos los Estados Unidos, Francia, China, Reino Unido, Canadá, Alemania, Turquía, Japón, Israel, Australia, Italia, Brasil, Ucrania, la Unión Europea, la OSCE y el Consejo de Europa, así como las Naciones Unidas, han reconocido a Abjasia y Osetia del Sur como territorios ocupados y han condenado la presencia militar rusa y sus acciones allí.

## Historia
La guerra en Abjasia de 1992 a 1993 se libró principalmente entre las fuerzas del gobierno de Georgia, y las fuerzas separatistas de Abjasia, las fuerzas armadas del gobierno ruso soviético y militantes del Cáucaso norte. Gran parte de los georgianos étnicos que vivían en Abjasia lucharon del lado de las fuerzas del gobierno georgiano. Los rusos étnicos dentro de la población de Abjasia apoyaron en gran medida a los abjasios. Los separatistas recibieron el apoyo de miles de militantes del Cáucaso norte, cosacos y de las fuerzas de la Federación Rusa estacionadas en Abjasia y cerca de ella.
El manejo de este conflicto se vio agravado por el conflicto civil en Georgia (entre los partidarios del derrocado presidente georgiano, Zviad Gamsakhurdia, en el cargo de 1991 a 1992, y el gobierno post-golpe de Estado encabezado por Eduard Shevardnadze), así como por el Conflicto georgiano-osetio de 1989.
El 26 de agosto de 2008, el presidente ruso, Dmitri Medvédev, firmó decretos que reconocían la independencia de Abjasia y Osetia del Sur como estados soberanos. El parlamento georgiano aprobó por unanimidad una resolución el 28 de agosto de 2008 que declaraba formalmente Abjasia y Osetia del Sur territorios ocupados por Rusia y calificaba a las tropas rusas de fuerzas de ocupación. Rusia estableció relaciones diplomáticas con Abjasia y Osetia del Sur. Se desplegaron tropas rusas tanto en Abjasia como en Osetia del Sur. El ministro de Asuntos Exteriores ruso, Serguéi Lavrov, dijo que era necesaria una presencia militar en Abjasia y Osetia del Sur para impedir que Georgia recuperara el control.
Los rusos se fueron retirando gradualmente de Georgia, pero permanecieron en Perevi. El 12 de diciembre de 2008, las fuerzas rusas se retiraron de Perevi. Ocho horas después, un contingente ruso de 500 hombres volvió a ocupar la aldea y la policía georgiana se retiró después de que los rusos amenazaran con disparar. Todas las tropas rusas en Perevi se retiraron a Osetia del Sur el 18 de octubre de 2010 y una unidad del ejército georgiano entró en acción.
En 2009, el presidente georgiano, Mijail Saakashvili, mencionó en varios discursos el hecho de que Rusia se encontraba a 40 kilómetros de la capital de Georgia, Tbilisi, y apuntó sus armas hacia ella.
En junio de 2009, en la provincia de Racha, el puente que lleva al paso de Mamisón, en la frontera con Rusia, fue volado y los guardias fronterizos georgianos se retiraron varios kilómetros más hacia el interior del territorio georgiano. Mamuka Areshidze, experto en asuntos del Cáucaso, afirmó que la retirada "podría haber estado condicionada por la voluntad de las autoridades georgianas de evitar enfrentamientos con los rusos".
En abril de 2010, el Comité de Relaciones Exteriores del Parlamento de Georgia hizo un llamamiento a los órganos legislativos de 31 países pidiendo que se declaren las dos regiones de Georgia, Abjasia y Osetia del Sur, como territorios bajo ocupación rusa y que se reconozca que el desplazamiento masivo de civiles de esas regiones por parte de Rusia equivale a una limpieza étnica.
En marzo de 2011, los rusos exigieron que la aldea de Aibga, situada en el río Psou en la parte noroeste de Abjasia, fuera transferida a Rusia. Durante la existencia de la Unión Soviética, la aldea estaba dividida en dos: la parte sur pertenecía a Georgia y la parte norte a Rusia. Se afirma que Rusia exigió además 160 kilómetros cuadrados de tierra cerca del lago Ritsa en el distrito de Gagra. Después de que la parte abjasia demostrara que la parte sur de Aibga pertenecía a la República Socialista Soviética de Georgia, Rusia retiró la reclamación sobre la aldea.
El 11 de junio de 2014, el primer ministro georgiano, Irakli Garibashvili, generó controversia cuando dijo a la BBC News que Rusia "no estaba interesada en anexionarse" Abjasia y Osetia del Sur. El opositor Movimiento Nacional Unido criticó esta declaración, acusando a Garibashvili de no defender los intereses del Estado en el ámbito internacional.
Rusia firmó acuerdos de "alianza e integración" con Abjasia en noviembre de 2014 y con Osetia del Sur en marzo de 2015. Ambos tratados colocaron formalmente a los respectivos ejércitos de las repúblicas separatistas bajo el mando ruso, mientras que el acuerdo con Osetia del Sur también incluyó disposiciones que integraban su economía con la de Rusia. La frontera entre Rusia y Osetia del Sur también se disolvió de manera efectiva, y se integraron las aduanas. Los funcionarios georgianos han condenado enérgicamente la profundización de la dependencia económica y militar de los territorios ocupados con respecto a Rusia, calificándola de "anexión progresiva". También denunciaron los tratados de integración firmados entre el presidente ruso Vladímir Putin y sus homólogos abjasios y osetios del sur en 2014 y 2015 como intentos de anexar las regiones separatistas a la Federación Rusa.

## Derecho georgiano
A finales de octubre de 2008, el presidente Mikheil Saakashvili promulgó una legislación sobre los territorios ocupados aprobada por el Parlamento de Georgia. La ley abarca las regiones separatistas de Abjasia y el territorio del antiguo Óblast Autónomo de Osetia del Sur.
El 16 de mayo de 2013 se introdujeron modificaciones en la Ley sobre los territorios ocupados de Georgia. La primera infracción de esta ley conllevará sanciones administrativas, en lugar de persecución penal y prisión como sucedía antes. Según las modificaciones, si una persona cruza la frontera ilegalmente por primera vez, será multada con 400 lari, mientras que la infracción reiterada sigue siendo un delito penal que conlleva hasta un año de prisión o una multa mínima de 800 lari.
La ley restringe la libre circulación y la actividad económica en los territorios. En particular, según la ley, los ciudadanos extranjeros sólo pueden entrar en las dos regiones separatistas desde Georgia. La entrada a Abjasia se realiza desde el distrito de Zugdidi y a Osetia del Sur desde el distrito de Gori.
La legislación también enumera casos especiales en los que la entrada en las regiones separatistas no se considerará ilegal. Estipula que se puede expedir un permiso especial de entrada en las regiones separatistas si el viaje a esas regiones "... sirve a los intereses estatales de Georgia, a la solución pacífica del conflicto, a la desocupación o a fines humanitarios". Los ciudadanos de países extranjeros y las personas sin ciudadanía que hayan entrado en Georgia desde el lado ruso a través de Abjasia y Osetia del Sur y soliciten asilo en el país no están sujetos a sanciones.
Se prohíbe toda actividad económica (empresarial o no empresarial), independientemente de que se realice con ánimo de lucro, ingresos o remuneración, si, de conformidad con las leyes de Georgia «Sobre licencias y permisos», «Sobre empresarios», «Sobre apicultura», «Sobre museos», «Sobre agua», «Sobre registro civil», «Sobre comunicaciones electrónicas», el Código marítimo de Georgia o el Código civil de Georgia, dicha actividad requiere una licencia, permiso, autorización o registro o si, de conformidad con la legislación georgiana, dicha actividad requiere un acuerdo, pero no se ha concedido. Cualquier transacción relacionada con bienes inmuebles y concluida en violación de la ley georgiana se considera nula desde el momento de su celebración y no da lugar a ninguna consecuencia jurídica. La disposición de la ley que cubre las actividades económicas es retroactiva, desde 1990.
La ley prohíbe el tráfico aéreo y marítimo internacional (salvo los casos definidos en la Convención de las Naciones Unidas sobre Derecho Marítimo de 1982), el tráfico ferroviario y el transporte internacional de mercancías por carretera. También prohíbe el uso de recursos nacionales y la organización de transferencias de dinero.
La ley establece que la Federación Rusa, el Estado que ha llevado a cabo la ocupación militar, es plenamente responsable de la violación de los derechos humanos en Abjasia y Osetia del Sur. La Federación Rusa, según el documento, también es responsable de indemnizar los daños materiales y morales causados a los ciudadanos georgianos, apátridas y ciudadanos extranjeros que se encuentran en Georgia y entran en los territorios ocupados con los permisos correspondientes.
La ley también establece que los organismos y funcionarios estatales de facto que operan en los territorios ocupados son considerados ilegales por Georgia. La ley permanecerá en vigor hasta que se restablezca por completo la jurisdicción de Georgia.
En julio de 2013, surgieron informes de que las autoridades georgianas iban a investigar al actor Gérard Depardieu por violación de la ley. Un representante del Gobierno de Georgia dijo que "Depardieu visitó la capital de Abjasia, Sujumi, y se reunió con los líderes separatistas de la región el 1 de julio sin consultas previas con Tbilisi".
En febrero de 2014, el Ministerio de Asuntos Exteriores de Georgia emitió una advertencia a los visitantes de los Juegos Olímpicos de Invierno de Sochi en la que se advertía que entrar en Abjasia desde el territorio de la Federación de Rusia violaría el derecho internacional y que las personas que cruzaran las fronteras sin el control de las aduanas y los controles fronterizos de Georgia serían objeto de procesamiento por parte del sistema judicial georgiano. La declaración fue una respuesta a la declaración anterior de las autoridades de facto de Sujumi de que habían simplificado las normas de visado para los turistas que quisieran entrar en Abjasia durante los Juegos Olímpicos de Invierno a través del paso fronterizo de Psou.
El 15 de abril de 2014, tras la anexión de Crimea por parte de Rusia, la Rada Ucraniana aprobó la ley "Sobre la garantía de la protección de los derechos y libertades de los ciudadanos y el régimen jurídico en el territorio temporalmente ocupado de Ucrania". La ley ucraniana se basa en la ley georgiana sobre los territorios ocupados.

### Posturas críticas a la Ley georgiana
En 2009, el Comité de Cumplimiento de Obligaciones y Compromisos de la Asamblea Parlamentaria del Consejo de Europa solicitó a la Comisión Europea para la Democracia a través del Derecho (Comisión de Venecia) una opinión sobre la ley sobre los territorios ocupados de Georgia. El informe resultante criticó la ley georgiana. Dicha ley estaba en desacuerdo con las resoluciones del Consejo de Seguridad de las Naciones Unidas que eran vinculantes tanto para la Federación Rusa como para Georgia. El informe decía que la ley planteaba preocupaciones "con respecto al acceso humanitario a las áreas afectadas por el conflicto". Los términos utilizados en el Artículo 2 contradecían la Convención de las Naciones Unidas sobre el Derecho del Mar de 1982. La limitación a la libre migración "puede estar en contradicción con los compromisos internacionales de Georgia". La Comisión también destacó la obligación de Georgia de respetar la Convención de 1951 sobre Refugiados. También se criticó la falta de claridad de la ley, diciendo que "el texto de la ley no es claro". En los aspectos relativos a la propiedad privada (artículo 5), podría haber violado el artículo 1 del Primer Protocolo del Convenio Europeo de Derechos Humanos y el principio de proporcionalidad, así como otros aspectos del Convenio de La Haya (Leyes y costumbres de la guerra terrestre). La restricción y penalización de las actividades económicas (artículo 6) era contraria a las normas del derecho internacional consuetudinario y también a la IV Convención de Ginebra. La Comisión también recomendó "la inserción de una disposición aclaratoria" en la ley sobre los documentos básicos expedidos por autoridades ilegales en relación con el estatus civil."
En 2012, la Comisión Europea consideró que la "continua aplicación por parte de Georgia de la ley sobre los Territorios Ocupados" era un motivo de preocupación para la eficacia de la "estrategia de compromiso" con los territorios separatistas, y en 2013 señaló que no había habido cambios en los "aspectos restrictivos de la ley", pero que esperaba una "aplicación más relajada de la ley" por parte del nuevo gobierno de Georgia.

### Reacciones internacionales
- El Ministerio de Asuntos Exteriores de Azerbaiyán emitió una declaración en la que instaba a los ciudadanos a que se abstuvieran de viajar a Abjasia y Osetia del Sur sin el permiso de las autoridades georgianas y advertía de que esos viajes se consideraban ilegales y que los viajeros serían sancionados en consecuencia. El Ministerio también se refirió a esos territorios como "territorios que están fuera del control de su Gobierno".[33]
- El Ministerio de Asuntos Exteriores español desaconseja enérgicamente a sus ciudadanos viajar a Abjasia y Osetia del Sur ocupadas sin permiso del Gobierno georgiano, ya que es ilegal según el derecho internacional y está sujeto a multas y una posible pena de prisión. Esta recomendación seguía vigente en noviembre de 2024.«Recomendaciones de viaje Georgia». Ministerio de Asuntos Exteriores, Unión Europea y Cooperación. Consultado el 28 de noviembre de 2024.</ref>
- El Ministerio de Asuntos Exteriores de Estonia advirtió a sus ciudadanos que viajar a Abjasia y Osetia del Sur es ilegal y punible sin el permiso del gobierno georgiano.[34]
- El Ministerio de Asuntos Exteriores de Francia publicó unas directrices para los viajeros que viajarán a los Juegos Olímpicos de Sochi 2014. La Guía oficial para espectadores incluía una nota especial en la que se recomendaba a los ciudadanos franceses que se abstuvieran de visitar las regiones de Abjasia y Osetia del Sur, en Georgia. La guía afirmaba que se trataba de un delito punible.
- El Ministerio de Asuntos Exteriores del Reino Unido desaconsejó todos los viajes a Abjasia y Osetia del Sur, afirmando que "el gobierno británico no reconoce las declaraciones unilaterales de independencia hechas por las autoridades de facto en Abjasia y Osetia del Sur" e incluía un aviso de que "el seguro de viaje podría quedar invalidado si viaja en contra de esta recomendación". Este comunicado aún estaba vigente en noviembre de 2024.[35]
- El Ministerio de Asuntos Exteriores de la República Checa publicó un comunicado a sus ciudadanos en el que se advertía del riesgo para la seguridad, debido a posibles incidentes armados y la dificultad para proporcionar asistencia consular eficaz.[36]
- El Ministerio de Asuntos Exteriores de Rumania emitió unas directrices especiales para sus ciudadanos que asistan a los Juegos Olímpicos de Sochi. Según las directrices, está prohibido y sancionado viajar a Abjasia y Osetia del Sur desde Rusia sin avisar a las autoridades georgianas.[37]
- En relación con la aprobación de la ley georgiana sobre los territorios ocupados, el Ministerio de Asuntos Exteriores de Ucrania recomendó a sus ciudadanos que cumplan las disposiciones del derecho internacional y se abstengan de cruzar la frontera desde el lado ruso.[38]

## Postura rusa
Rusia sostiene que “Abjasia y Osetia del Sur no son territorios ocupados, sino Estados independientes”. La Federación Rusa también sostiene que “… no ejerce en la actualidad, ni ejercerá en el futuro, un control efectivo sobre Osetia del Sur o Abjasia”. También señaló que “a pesar de haber cruzado al territorio de Georgia durante el curso del conflicto, Rusia no era una potencia ocupante en términos del Derecho internacional humanitario”. Según Rusia, “el número de tropas rusas estacionadas en Osetia del Sur y Abjasia [...] no le permite a Rusia en la práctica establecer un control efectivo sobre estos territorios que suman un total de 12 500 kilómetros cuadrados”.
El 14 de marzo de 2012, el ministro de Asuntos Exteriores ruso, Serguéi Lavrov, declaró que Rusia estaba dispuesta a levantar la exigencia de visado para los ciudadanos georgianos si Tbilisi derogaba su ley sobre los territorios ocupados. "Cuando él [el presidente Saakashvili] anunció que todos los ciudadanos rusos podían viajar a Georgia sin visado, se olvidó de mencionar que en Georgia está en vigor una ley 'sobre los territorios ocupados' según la cual cualquiera que haya visitado Osetia del Sur o Abjasia desde la guerra [de agosto de 2008], que fue iniciada por Saakashvili, se enfrentará a responsabilidad penal en Georgia con una pena de prisión de dos a cuatro años", dijo Lavrov a la agencia de noticias RIA Novosti mientras se dirigía a los legisladores de la Duma Estatal.

### Operaciones fronterizas rusas
El 2 de agosto de 2009, las tropas rusas habrían desplazado los marcadores fronterizos de Osetia del Sur unos 500 metros hacia el territorio controlado por Georgia en la aldea de Kveshi. Sin embargo, el 4 de agosto los rusos retiraron los postes de hierro que habían instalado anteriormente. La demarcación de la frontera de Osetia del Sur en Shida Kartli comenzó en 2011 con la construcción de algunas vallas en Ditsi y Zemo Dvani, pero se detuvo después de negociaciones locales.
El proceso de demarcación de la frontera continuó en febrero de 2013. Las tropas rusas comenzaron la instalación de alambre de púas para separar el territorio de Osetia del Sur del resto de Georgia. En algunos casos, los residentes georgianos no podían acceder a sus parcelas o salir de sus hogares porque la barrera de alambre de púas pasaba a través o alrededor de su propiedad. Según el Ministerio del Interior de Georgia, no hubo actividades de cercado en la frontera administrativa de la otra región separatista de Georgia, Abjasia, donde el río Inguri sirvió como "una línea divisoria natural", pero las tropas rusas estaban bloqueando los caminos para prevenir el movimiento "ilegal" a través de la línea fronteriza administrativa. La nueva frontera entre Osetia del Sur y Georgia se extendía entre 50 y 300 metros más allá de la línea de ocupación. Hasta agosto de 2013, se habían construido aproximadamente 27 kilómetros de alambrada.
El levantamiento de fronteras entre los territorios ocupados por Rusia y Georgia se denominó “borderización”. Este proceso también implicó un avance gradual de la línea de ocupación dentro de Georgia mediante la apropiación de pequeños trozos de terreno de Georgia para ampliar el territorio en poder de Rusia, colocándolo nominalmente bajo administración de Osetia del Sur. La “borderización” se intensificó después de que el presidente ruso, Vladímir Putin, respaldara una propuesta del gobierno ruso para firmar un acuerdo sobre la frontera estatal entre Rusia y Osetia del Sur. El decreto publicado el 12 de septiembre decía que Putin había ordenado al Ministerio de Asuntos Exteriores que mantuviera conversaciones con Osetia del Sur y firmara un tratado tras llegar a un acuerdo. En Dvani, la aldea del municipio de Kareli, la frontera se movió 400 metros más dentro del territorio georgiano. A varias familias se les dio un par de días para abandonar sus hogares en Dvani. Una nueva frontera atravesó varias aldeas georgianas y separó a las personas de sus tierras de cultivo, hogares ancestrales y cementerios. Después de Ditsi y Dvani, Adzvi se convirtió en la tercera aldea georgiana que se dividió en dos partes. A finales de octubre de 2013, se habían levantado alrededor de 40 km de cercas de alambre de púas, sostenidos por pilones intermitentes equipados con cámaras de vigilancia de alta tecnología. Rusia había construido 19 bases de guardia fronteriza.
En septiembre de 2013, se sugirió que la continuación de la "fronterización" colocaría 1600 metros del oleoducto Bakú-Supsa más allá de la línea de ocupación. El viceministro de Energía y Recursos Naturales de Georgia, Ilia Eloshvili, dijo que los rusos tenían que mover la línea un kilómetro más hacia el territorio controlado por Georgia para que la parte del oleoducto estuviera bajo su autoridad. Según él, teóricamente no habría problemas para operar el oleoducto subterráneo, pero los supervisores de British Petroleum no podrían supervisar esta parte del oleoducto.
Las autoridades rusas se mantuvieron en silencio sobre los acontecimientos, afirmando únicamente que Osetia del Sur estaba marcando sus "verdaderos límites territoriales de acuerdo con los mapas de la era soviética", cuando era una región autónoma dentro de la República Socialista Soviética de Georgia. El Ministerio de Asuntos Exteriores ruso también desestimó el informe de que la frontera se estaba desplazando más hacia el interior de Georgia y advirtió de "graves consecuencias" si Tbilisi continuaba con lo que describió como "especulación política". Sergey Lavrov declaró que las vallas en Osetia del Sur ya no serían necesarias después de que "los exaltados se calmaran". Los georgianos sospechaban que la construcción de vallas por parte del personal militar ruso estaba relacionada con el hecho de que su país dio pasos hacia una cooperación estrecha con la Unión Europea al iniciar un acuerdo de asociación con la UE. También se sugirió que Rusia estaba tratando de arrastrar a Georgia a un nuevo conflicto. La frontera también fue llamada "Muro de Berlín rural" por todos los pueblos a los que se dividió.
En enero de 2014 se anunció que una franja de territorio abjasio se incluiría en parte de la "zona de seguridad" que se estaba estableciendo con vistas a los Juegos Olímpicos de Invierno en Sochi (Rusia). Entre el 20 de enero y el 21 de marzo, toda persona que entrara en la zona tenía que presentar documentos a la policía. Se estableció un puesto de control fijo en la aldea de Bagripshi, en el distrito de Gagra, en el límite de la zona de 11 km, que estaba atendido por oficiales del servicio de seguridad abjasio, el Ministerio del Interior y el servicio de migración. El Gobierno de Georgia expresó su "profunda preocupación" por la "expansión ilegal". El 19 de marzo de 2014 se levantó la zona de seguridad.
Durante el período que duró la celebración de los Juegos Olímpicos de Sochi, el proceso de "fronterización" a lo largo de la línea fronteriza administrativa de Osetia del Sur se suspendió, sin embargo, después del final de los Juegos se reanudó a pesar de las protestas del Gobierno de Georgia. La instalación de una valla de seguridad a lo largo de la línea fronteriza administrativa de 400 kilómetros entre Georgia y Osetia del Sur tuvo un enorme impacto en las vidas de la población local. El representante de la misión de observación de la Unión Europea en Georgia dijo: "El mero hecho de acercarse a la valla significa que ya has cruzado y serás arrestado". Según su portavoz, Ann Vassen, los casos de detención fueron de alrededor de cinco a seis por semana a principios de 2014. El Gobierno de Georgia estimó que la longitud total de las vallas de alambre de púas a lo largo de la línea fronteriza de Osetia del Sur era de unos 50 kilómetros en abril de 2014.
El 15 de abril de 2014, tres periodistas georgianos fueron detenidos cerca de la línea fronteriza administrativa de Osetia del Sur. El equipo de televisión estaba trabajando en un reportaje sobre la "fronterización" y el desplazamiento de la frontera hacia zonas más profundas controladas por Georgia. El Ministerio de Asuntos Exteriores de Rusia afirmó que los periodistas cruzaron la frontera "intencionadamente y de forma ostentosa" y que se trataba de "una acción planificada con el fin de complicar la atmósfera" de la reunión prevista entre diplomáticos rusos y georgianos ( Grigori Karasin y Zurab Abashidze) en Praga el 16 de abril. El Ministerio dijo en un comunicado oficial: "Todo esto, junto con las últimas historias absurdas sobre 'violaciones del espacio aéreo georgiano por parte de aviones rusos', es una prueba de que las fuerzas que intentan normalizar las relaciones con Rusia y las fuerzas que comparten el régimen de Mijail Saakashvili y apoyan la escalada de hostilidades siguen luchando dentro de la comunidad georgiana". Los periodistas detenidos fueron puestos en libertad el 16 de abril. Uno de ellos, el periodista Bela Zakaidze, recordó las horas que pasaron en el centro de aislamiento preventivo de Tsjinvali y habló de la presión psicológica que sufrieron. Grigory Karasin dijo: "Los periodistas fueron detenidos por razones comprensibles. Hoy fueron expulsados de vuelta a territorio georgiano en virtud de una sentencia del tribunal de Osetia del Sur".
A mediados de abril de 2014, dos tramos del oleoducto Bakú-Supsa aparecieron en territorios controlados por Rusia cerca de las aldeas de Orchosani y Karapili. A fines de julio de 2014, las fuerzas rusas todavía estaban construyendo una "valla de seguridad" en Osetia del Sur.
Los carteles verdes que indican "frontera estatal" empezaron a aparecer por primera vez en 2015 a lo largo de la línea fronteriza administrativa imaginaria y desde entonces se han trasladado al interior del territorio georgiano en varias ocasiones.

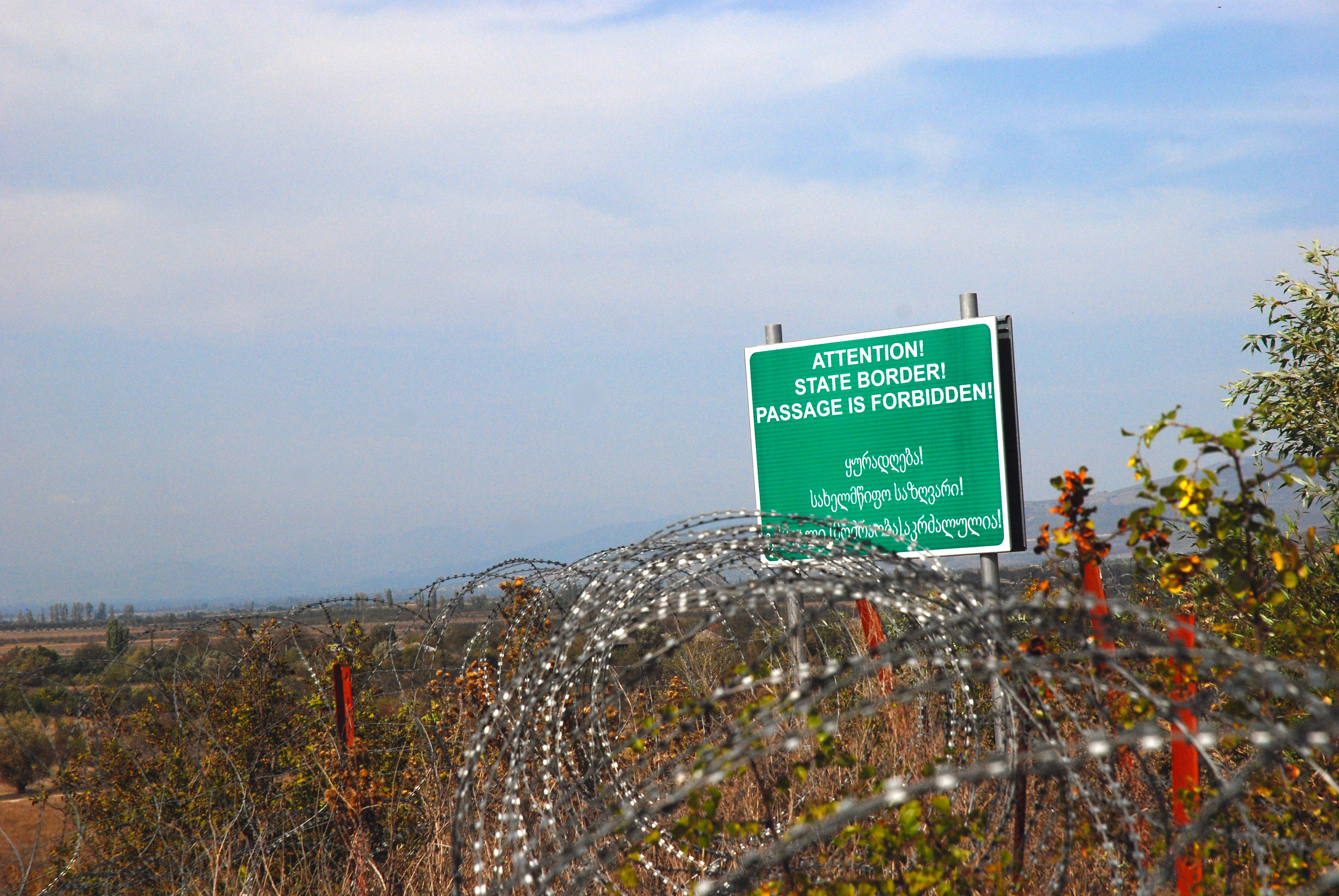
Alambrada de púas y característico cartel verde que indica la "frontera estatal", en la aldea de Khurvaleti.

En julio de 2017, se informó que Rusia volvió a trasladar sus vallas y señales fronterizas varios cientos de metros más adentro del territorio georgiano.

### Reacciones de las autoridades georgianas
El presidente georgiano, Mijail Saakashvili, planteó esta cuestión durante su discurso ante la Asamblea General de las Naciones Unidas el 25 de septiembre de 2013. "La anexión de tierras georgianas por las tropas rusas continúa", afirmó. "A pesar de las declaraciones amistosas realizadas por el nuevo gobierno georgiano en las últimas semanas y meses, el ejército ruso sigue avanzando en sus posiciones, dividiendo comunidades con nuevas alambradas de púas y amenazando nuestra economía".
El 25 de septiembre de 2013, el primer ministro georgiano, Bidzina Ivanishvili declaró que la reanudación de la "fronterización" a lo largo de la línea de demarcación entre Osetia del Sur y Georgia estaba vinculada a la ansiedad del Kremlin con respecto a los próximos Juegos Olímpicos de Invierno de Sochi de 2014. También dijo: "Probablemente se aclarará mucho después de los Juegos Olímpicos. En esta etapa, todas estas alambradas de púas, creo, ni siquiera son del interés de Rusia, pero los Juegos Olímpicos son de gran importancia para Rusia".
En octubre de 2013 se celebraron en Georgia varias manifestaciones de protesta contra la ocupación rusa. El 13 de octubre, organizaciones no gubernamentales y estudiantes acudieron al pueblo de Ditsi para protestar contra la "fronterización". Encendieron simbólicamente antorchas y soltaron globos. Además, se produjeron otras manifestaciones en ciudades como Tbilisi, Rustavi, Telavi, Gori, Batumi, Kutaisi y Zugdidi. En la Plaza de la Revolución de las Rosas de Tbilisi, también se celebró un concierto bajo el lema "¡No a la ocupación! ¡No a los Juegos Olímpicos de Sochi!"
El presidente Giorgi Margvelashvili declaró el 26 de febrero de 2014 que el proceso de "fronterización" "es completamente absurdo" y tiene como objetivo "mantener el conflicto". "Estas alambradas de púas no tienen ningún propósito militar estratégico. Se trata de una acción claramente dirigida contra el pueblo, contra aquellas personas que quieren verse y encontrarse más allá de las alambradas de púas", afirmó.
El 3 de marzo de 2014, varios cientos de georgianos se manifestaron en el pueblo de Atotsi, cerca de la frontera con Osetia del Sur, para protestar contra la reanudación de la instalación de alambre de púas por parte de los soldados rusos. Los manifestantes llevaban banderas ucranianas porque veían la similitud entre la situación en Georgia y la crisis en Ucrania. Los manifestantes también interpretaron el himno georgiano.

## Posición internacional
Además de Rusia, solo cuatro Estados miembros de las Naciones Unidas reconocen a Abjasia y Osetia del Sur: Nauru, Nicaragua, Siria y Venezuela. También están reconocidas por Transnistria, estado no miembro de la ONU.

### Canadá
En su declaración de junio de 2018 condenando el reconocimiento de Abjasia y Osetia del Sur por parte de Siria, Global Affairs Canada (el Ministerio de Asuntos Exteriores canadiense) describió a las dos entidades como "regiones de Abjasia y Osetia del Sur ocupadas por Rusia en Georgia", añadiendo que "la ocupación de estas regiones por parte de Rusia es una clara violación del derecho internacional que atenta contra la soberanía y la integridad territorial de Georgia".

### España
Durante su visita a Georgia en mayo de 2012, Josep Antoni Duran i Lleida, presidente de la Comisión de Asuntos Exteriores del Congreso de los Diputados español, pidió a los ciudadanos georgianos que no permitieran que los ejercicios militares rusos, denominados "Kavkaz 2012", influyeran en las elecciones parlamentarias de octubre de 2012. En nombre de España, expresó el apoyo a la integridad territorial de Georgia y condenó la ocupación rusa.

### Estados Unidos
En junio de 2010, la Casa Blanca publicó su informe sobre las relaciones entre Estados Unidos y Rusia, en el que instaba a Rusia a poner fin a su ocupación de los territorios georgianos de Abjasia y Osetia del Sur.
Durante una visita a Tbilisi en 2010, la Secretaria de Estado Hillary Clinton dijo que Rusia está ocupando partes de Georgia y construyendo bases militares permanentes en contravención de la tregua. Según las agencias de noticias rusas, el entonces Primer Ministro de Rusia, Vladímir Putin, comentó esta declaración diciendo que "Ellos [los georgianos] no deben buscar soluciones fuera" y "es necesario llevar a cabo un diálogo sin citar a terceros". Putin también subrayó que Rusia no era el ocupante, sino que sólo había "liberado" Abjasia y Osetia del Sur.
En agosto de 2010, el Departamento de Estado de Estados Unidos dijo que no le sorprendían los informes de que Rusia había desplegado sistemas de defensa aérea S-300 en el territorio de Abjasia. "Creo que tenemos entendido que Rusia ha tenido misiles S-300 en Abjasia durante los últimos dos años", dijo el secretario adjunto del departamento, Philip J. Crowley. "Ha habido sistemas en Abjasia durante dos años. No podemos confirmar si [Rusia] ha añadido o no a esos sistemas... esto en sí no es necesariamente un nuevo desarrollo. Ese sistema ha estado en funcionamiento durante algún tiempo", continuó.
En marzo de 2011, el subsecretario de Estado estadounidense para Asuntos Europeos y Euroasiáticos, Philip H. Gordon, dijo que el uso del término "ocupado" por Washington en referencia a Abjasia y Osetia del Sur no pretendía ser una "provocación", sino una descripción de la situación sobre el terreno.
En julio de 2011, el Senado de los Estados Unidos aprobó por unanimidad una resolución presentada por los senadores estadounidenses Jeanne Shaheen (Partido Demócrata) y Lindsey Graham (Partido Republicano) afirmando el apoyo de los Estados Unidos a la soberanía, independencia e integridad territorial del país de Georgia y llamando a Rusia a retirar sus fuerzas de ocupación de Abjasia y Osetia del Sur. La resolución establece que "encontrar una solución pacífica al conflicto es una prioridad clave para los Estados Unidos en la región del Cáucaso y que la estabilidad regional duradera sólo puede lograrse a través de medios pacíficos y un diálogo diplomático y político de largo plazo entre todas las partes". Graham dijo que "la invasión rusa de los territorios georgianos en 2008 fue un acto de agresión no sólo a Georgia, sino a todas las nuevas democracias". En respuesta, el Ministerio de Asuntos Exteriores ruso dijo que la resolución "no era más que un movimiento de relaciones públicas" y afirmó que alentaba "sentimientos revanchistas" por parte de Georgia. El presidente ruso, Dmitri Medvédev, dijo a los medios de comunicación rusos que la resolución del Senado estadounidense reflejaba sólo las "opiniones de algunos de sus miembros seniles".
En agosto de 2013, el embajador de Estados Unidos en Georgia, Richard Norland, emitió una declaración en la que decía: "No hay lugar en el mundo moderno para construir un nuevo muro de Berlín".
En septiembre de 2013, la Embajada de los Estados Unidos en Tbilisi expresó su preocupación por las actividades de "fronterización" en Georgia a lo largo de las líneas fronterizas administrativas de los territorios ocupados por Rusia de Abjasia y Osetia del Sur. En la declaración se pedía que las barreras "se eliminaran de conformidad con los compromisos de Rusia en virtud del acuerdo de alto el fuego de agosto de 2008 y sus obligaciones en virtud del derecho humanitario internacional".
En octubre de 2013, la portavoz del Departamento de Estado de Estados Unidos, Marie Harf, denunció la construcción de vallas y otras barreras físicas por parte de las fuerzas de seguridad rusas a lo largo de las líneas fronterizas administrativas de los territorios ocupados de Georgia.
A finales de febrero de 2014, cuando las tensiones entre Ucrania y Rusia aumentaron, el Secretario de Estado de Estados Unidos, John Kerry, denunció la continua presencia militar de Rusia en Abjasia y Osetia del Sur en violación del alto el fuego, diciendo: "Seguimos objetando la ocupación, militarización y fronterización del territorio georgiano por parte de Rusia, y llamamos a Rusia a cumplir con sus obligaciones en virtud del acuerdo de alto el fuego de 2008, incluyendo la retirada de fuerzas y el libre acceso para la asistencia humanitaria".
El 7 de junio de 2014, la Casa Blanca anunció una ayuda de 5 millones de dólares para Georgia que ayudaría a las personas que viven cerca de la frontera con Rusia y "aumentaría el acceso a información objetiva por parte de las poblaciones de los territorios ocupados de Abjasia y Osetia del Sur".
En septiembre de 2014, el Secretario de Defensa de los Estados Unidos, Chuck Hagel, visitó Georgia. En una conferencia de prensa tras reunirse con el ministro de Defensa de Georgia, Hagel elogió el nuevo estatus de Georgia como socio reforzado de la OTAN y el esfuerzo de Georgia por convertirse en miembro de la Alianza. "Las acciones de Rusia aquí [en Georgia] y en Ucrania plantean un desafío a largo plazo que los Estados Unidos y nuestros aliados toman muy en serio", dijo. Hagel instó a Rusia a "retirar completamente sus fuerzas de las fronteras de Georgia" y elogió "la moderación que ha demostrado Georgia".
En mayo de 2017, el presidente estadounidense Donald Trump firmó la Ley de Asignaciones Consolidadas de 2017, que incluye una disposición según la cual no se pueden utilizar fondos asignados para apoyar "la ocupación rusa de los territorios georgianos de Abjasia y la región de Tskhinvali/Osetia del Sur" o para ayudar a los gobiernos de otros países que han reconocido la independencia de los dos territorios. la Ley de agosto de 2017 para Contrarrestar a los Adversarios de Estados Unidos a través de Sanciones, entre otras cosas, hizo referencia a la "ocupación ilegal de Osetia del Sur y Abjasia en Georgia" por parte de Rusia y su desprecio por "los términos del acuerdo de alto el fuego de agosto de 2008".

### Estonia
En septiembre de 2012, The Wall Street Journal publicó un artículo del ministro de Defensa estonio, Urmas Reinsalu, titulado “La democracia georgiana y la intromisión rusa”. Reinsalu sostenía: “En Tallin –y esperemos que también en Bruselas, París y Washington– estamos tratando de entender qué espera Rusia ganar ocupando territorio georgiano. ¿Cree el Kremlin que un país está excluido de la OTAN sólo porque una quinta parte de su territorio está ocupado? ¿Acaso los funcionarios rusos no se enteraron cuando en dos ocasiones recientes, la más reciente en la Cumbre de la OTAN de mayo en Chicago, se aseguró a Georgia la admisión en la OTAN?”
A finales de agosto de 2014, el ministro de Asuntos Exteriores de Estonia, Urmas Paet, declaró que las llamadas "elecciones presidenciales" celebradas el 24 de agosto en la Abjasia ocupada eran ilegales. "Reconocer estas elecciones significaría legitimar una ocupación militar. Esto es inaceptable", afirmó.

### Francia
El ministro de Asuntos Exteriores francés, Bernard Kouchner, dijo durante una visita a Tbilisi en julio de 2010 que "Abjasia y Osetia del Sur son partes integrantes de Georgia y Rusia debería retirar sus tropas de esos territorios". También dijo que "el término 'ocupación' no puede resolver los problemas entre Georgia y Rusia" al responder preguntas de los periodistas.
En mayo de 2014, el presidente François Hollande realizó un viaje de tres días a los países del Cáucaso Sur y concluyó su visita a Georgia el 13 de mayo. En una conferencia de prensa conjunta con su homólogo georgiano, Giorgi Margvelashvili, Hollande afirmó que los territorios de Georgia siguen ocupados y que el acuerdo de alto el fuego no se respeta plenamente. "Francia hizo todo lo posible para que se alcanzara el acuerdo y se detuviera el conflicto. Sin embargo, hoy vemos que la ocupación sigue existiendo y Georgia todavía tiene que recuperar la integridad territorial", dijo Hollande al hablar sobre la guerra entre Georgia y Rusia de 2008.

### Letonia
El 3 de marzo de 2009, el presidente letón Valdis Zatlers se reunió con Giorgi Baramidze, Viceprimer Ministro y Ministro de Integración Europea y Euroatlántica de Georgia. El Presidente expresó su apoyo a las reformas internas y la política exterior de Georgia. También preguntó a Baramidze qué estaba haciendo Rusia en las partes de Georgia que había ocupado.
En junio de 2011, el Comité de Asuntos Exteriores de la Saeima (el Parlamento letón) adoptó una declaración en la que apoyaba la integridad territorial de Georgia y condenaba la ocupación rusa de Osetia del Sur y Abjasia. El Comité expresó su decepción por el hecho de que la Federación Rusa siguiera haciendo caso omiso del acuerdo de seis puntos firmado el 12 de agosto de 2008, y pidió a Rusia que cumpliera sus compromisos.

### Lituania
En noviembre de 2009, Audronius Ažubalis, parlamentario lituano, declaró que en 1999 Rusia se comprometió a retirar totalmente sus fuerzas armadas de Moldavia y Georgia en la Cumbre de Estambul. "Desafortunadamente, estos compromisos esenciales no se han cumplido plenamente, incluso diez años después: las llamadas "fuerzas de paz" rusas siguen desplegadas en la región moldava de Transnistria, Rusia ha ocupado una parte del territorio georgiano: las regiones de Abjasia y Osetia del Sur. La infraestructura militar rusa se está desarrollando activamente en estas regiones georgianas".
El Parlamento lituano adoptó una resolución condenando la ocupación rusa de territorios georgianos el 1 de junio de 2010. La resolución decía que el uso por parte de Rusia de los regímenes títeres locales para controlar las regiones constituía una violación del derecho internacional.
En el quinto aniversario de la guerra ruso-georgiana, en 2013, se celebró en Vilna una protesta en apoyo de la integridad territorial de Georgia. El vicepresidente del Parlamento georgiano, Giorgi Baramidze, asistió a la manifestación y se dirigió a los manifestantes terminando su discurso en lituano: "¡Viva la Lituania libre, viva la Georgia libre!"
En marzo de 2014, el embajador de Lituania en los Estados Unidos , Žygimantas Pavilionis, dijo en una entrevista para el programa de televisión Savaitė de LRT que después de la guerra ruso-georgiana, todos en Bruselas "se rieron de la posición de Lituania". Dijo que "... en ese momento, el mundo occidental olvidó y perdonó a Rusia por lo que hizo en Georgia: ocupó una gran parte de su territorio y todavía lo conserva". En julio de 2014, Žygimantas Pavilionis dijo que cuando Rusia ocupó los territorios georgianos, "... los diplomáticos lituanos fueron los únicos en Europa y, me atrevo a decir, en Lituania que constantemente intentaron defender una Georgia libre hasta el final".
En julio de 2014, el ministro de Asuntos Exteriores, Linas Antanas Linkevičius, declaró que Lituania debía mantener un diálogo con el gobierno de Bielorrusia, y señaló que los líderes occidentales se habían reunido con el presidente ruso, Vladímir Putin, a pesar de la crisis en Ucrania. Reconoció que había "cosas malas" en Bielorrusia, pero señaló que Minsk no había reconocido la ocupación rusa de los territorios ucranianos y georgianos. "Bielorrusia, sin embargo, no ha reconocido la ocupación de Crimea, la ocupación de Osetia del Sur y Abjasia. Y esa es una posición segura. Es nuestro vecino y socio económico", dijo Linkevičius.

### República Checa
En octubre de 2009, el Senado de la República Checa aprobó una resolución sobre la situación en Georgia. El Senado declaró que era necesario que las organizaciones internacionales tuvieran la oportunidad de trabajar en los territorios ocupados. Instó a Rusia a respetar el acuerdo de alto el fuego alcanzado el 12 de agosto de 2008 y a permitir el regreso digno de los refugiados a Abjasia y Osetia del Sur. También se condenó el reconocimiento de Abjasia y Osetia del Sur.

### Rumanía
El 28 de junio de 2010, el Senado de Rumania aprobó una resolución sobre la situación en Georgia, en la que reafirmaba su apoyo a la integridad territorial de Georgia y reconocía las regiones de Abjasia y Osetia del Sur como partes integrantes de Georgia. El Senado condenó el reconocimiento de las regiones separatistas de Georgia por parte de varios países y destacó la necesidad de cumplir el acuerdo de alto el fuego de seis puntos del 12 de agosto de 2008. El Senado rumano apoyó la estrategia del Gobierno de Georgia con respecto a los territorios ocupados. Condenó la continuación de la política de cambio de la composición étnica en las dos regiones e insistió en garantizar el retorno sin trabas de los refugiados.
En marzo de 2014, el presidente de Rumanía, Traian Băsescu, declaró en la presentación del informe anual del Ministerio de Defensa: "Ya no podemos considerar los incidentes de 2008, cuando la Federación Rusa ocupó Abjasia y Osetia del Sur, como sucesos aislados. Ucrania fue el siguiente, por lo que todos los políticos y todos los estrategas militares se preguntarán quién le seguirá. ¿Será Transnistria o la República de Moldavia? Son preguntas que cualquiera puede hacerse. La imprevisibilidad de la Federación Rusa nos lleva a considerar diversos escenarios y opciones de respuesta".
El 13 de abril de 2014, el presidente Băsescu declaró a la cadena de televisión Realitatea Plus que "las fuerzas rusas controlan casi en su totalidad el mar Negro, controlando todos estos conflictos congelados". También afirmó que "en Transnistria ocupan territorio moldavo, en Crimea ocupan territorio ucraniano, en Georgia ocupan territorio georgiano, Osetia del Sur y Abjasia..."

### Surinam
En octubre de 2013, una delegación oficial de Surinam visitó el pueblo de Dvani para ver la "fronterización". Jennifer Simons, presidenta de la Asamblea Nacional de Surinam, dijo que tenían cierta información sobre la situación en Georgia, pero lo que vieron con sus propios ojos "supera todas las expectativas".

### Ucrania
El 19 de septiembre de 2008, el diputado del Bloque Yulia Tymoshenko, perteneciente a la Rada Suprema (el parlamento de Ucrania), Hryhoriy Omelchenko, declaró que Rusia había atacado a Georgia sin declarar la guerra y había ocupado los territorios georgianos. Afirmó que: "Por tanto, según las normas jurídicas internacionales, la Federación Rusa es un agresor, invasor y ocupante". Pidió que se respetara la inviolabilidad de las fronteras existentes y la integridad territorial.

### Organismos internacionales

#### Unión Europea
En febrero de 2009, la Presidencia checa de la UE anunció que la Unión Europea estaba "... seriamente preocupada por los planes anunciados por la Federación Rusa de aumentar su presencia militar en las regiones georgianas de Abjasia y Osetia del Sur sin el consentimiento del Gobierno de Georgia".
El 23 de junio de 2009, el representante checo en la OSCE, Ivan Počuch inauguró la Conferencia Anual de Examen de Seguridad en Viena con una declaración en nombre de la Unión Europea. Dijo: 

"La UE reitera su firme apoyo a la soberanía y la integridad territorial de Georgia dentro de sus fronteras reconocidas internacionalmente. [...] La UE sigue profundamente preocupada por la firma de los acuerdos entre Rusia y las regiones separatistas georgianas de Abjasia y Osetia del Sur sobre la protección conjunta de las llamadas fronteras y por el posterior despliegue de guardias fronterizos rusos. [...] La UE sigue igualmente preocupada por la decisión anunciada por la Federación Rusa de aumentar su presencia militar en estas regiones georgianas sin el consentimiento del Gobierno de Georgia. Tales iniciativas están en contradicción con el espíritu de los acuerdos de alto el fuego y ponen en peligro la estabilidad y la seguridad en la región al aumentar aún más las tensiones".

En mayo de 2013, el teniente general polaco Andrzej Tyszkiewicz, jefe de la Misión de Observación de la Unión Europea (EUMM) en Georgia, comentó sobre la instalación de vallas: 

"La EUMM ha observado un aumento en la construcción de vallas y obstáculos, lo que tiene un impacto negativo en la población local. La libertad de movimiento de las comunidades que viven en áreas adyacentes a las líneas fronterizas administrativas es una prioridad clave para la EUMM. [...] La instalación de vallas impide la subsistencia de las personas y divide a las familias y comunidades. Esto es inaceptable".

El 1 de octubre de 2013, el portavoz de Catherine Ashton, Alto representante de la Unión para Asuntos Exteriores y Política de Seguridad, emitió una declaración en la que decía que la Alta Representante estaba pidiendo a la Federación de Rusia que eliminara las barreras instaladas a lo largo de las líneas fronterizas administrativas en Georgia.
En octubre de 2013, tras reunirse con Mijail Saakashvili en Bruselas, el portugués José Manuel Durão Barroso, presidente de la Comisión Europea, condenó la "fronterización". 

"La UE condena firmemente la construcción de vallas y barreras en las fronteras administrativas internas de Georgia, en violación de los acuerdos de alto el fuego de 2008. Esto tiene un impacto negativo directo sobre las poblaciones locales".

#### Parlamento Europeo
El 20 de mayo de 2010, el Parlamento Europeo adoptó una resolución sobre la necesidad de una estrategia de la UE para el Cáucaso Meridional, en la que destacaba 

"... la importancia de proteger la seguridad y los derechos de todas las personas que viven en las regiones separatistas, de promover el respeto del derecho de los georgianos étnicos a regresar en condiciones seguras y dignas, de detener el proceso de pasaportes forzosos, de lograr una reducción de las fronteras cerradas de facto, de obtener posibilidades para que la UE y otros actores internacionales ayuden a las personas en las dos regiones".

 También instaba a Rusia a cumplir su obligación de retirar sus tropas a las posiciones que ocupaban antes de agosto de 2008, y apuntaba 

"... con preocupación del acuerdo de 17 de febrero de 2010 entre la Federación de Rusia y las autoridades de facto de Abjasia para establecer una base militar rusa en Abjasia sin el consentimiento del Gobierno de Georgia y observa que dicho acuerdo está en contradicción con los Acuerdos de Alto el Fuego de 12 de agosto y 8 de septiembre de 2008".

El 20 de enero de 2011 adoptó una nueva estrategia para el Mar Negro. En el documento se señala que "... las violaciones de los derechos humanos son un hecho cotidiano en Osetia del Sur y Abjasia ocupadas". También se pide al Alto Representante de la Unión para Asuntos Exteriores y Política de Seguridad "... que intensifique sus esfuerzos para alentar a Rusia a que cumpla el Plan Sarkozy de seis puntos para estabilizar y resolver el conflicto en Georgia".
En marzo de 2011 condenó la presencia militar rusa en Abjasia y Osetia del Sur, calificándola de "presencia no autorizada de tropas militares rusas en las regiones ocupadas de Georgia". El documento también menciona la limpieza étnica de los georgianos, el incumplimiento del acuerdo de alto el fuego del 12 de agosto de 2008 y habla de la necesidad de desplegar fuerzas internacionales de mantenimiento de la paz. También condenó la decisión de la Comisión mixta ruso-abjasia sobre derechos de propiedad que violaba el derecho de los desplazados internos georgianos a reclamar sus propiedades en Abjasia.
En octubre de 2011, en un documento oficial del Parlamento Europeo, las regiones georgianas de Abjasia y Osetia del Sur (región de Tskhinvali) fueron calificadas de territorios ocupados. Se criticó el reconocimiento por parte de Rusia de esas regiones y su presencia militar en Abjasia y Osetia del Sur, en violación de las normas y principios fundamentales del derecho internacional.
El 17 de noviembre de 2011 se aprobó una resolución en la que se reconocía que Abjasia y Osetia del Sur eran territorios ocupados. La resolución señalaba que Rusia seguía "ocupando las regiones georgianas de Abjasia y la región de Tskhinvali/Osetia del Sur, en violación de las normas y principios fundamentales del derecho internacional; mientras que se han producido depuraciones étnicas y cambios demográficos forzados en las zonas bajo el control efectivo de la fuerza de ocupación, que es responsable de las violaciones de los derechos humanos en esas zonas". La resolución pide a Rusia que cumpla el acuerdo de alto el fuego firmado en 2008 y que garantice a la Misión de Observación de la Unión Europea un acceso total e ilimitado a Abjasia y Osetia del Sur. La resolución también instó a Rusia "... a revocar su reconocimiento de la separación de las regiones georgianas de Abjasia y la región de Tskhinvali/Osetia del Sur, a poner fin a la ocupación de esos territorios georgianos y a respetar plenamente la soberanía y la integridad territorial de Georgia, así como la inviolabilidad de sus fronteras internacionalmente reconocidas, tal como lo establecen el derecho internacional, la Carta de las Naciones Unidas, el Acta Final de la Conferencia de Helsinki sobre la Seguridad y la Cooperación en Europa y las resoluciones pertinentes del Consejo de Seguridad de las Naciones Unidas".
En febrero de 2014, el Parlamento Europeo adoptó la resolución relativa a la cumbre UE-Rusia. Los miembros del Parlamento condenaron las acciones rusas en los territorios ocupados de Abjasia y Osetia del Sur, en particular "el proceso de delimitación de fronteras en torno a Abjasia y la región de Tskhinvali/Osetia del Sur, que ha llevado a la expansión de la zona de los territorios ocupados, en detrimento de Georgia".
El 2 de abril de 2014, Hannes Swoboda, líder del Grupo de la Alianza Progresista de Socialistas y Demócratas, visitó la aldea de Khurvaleti para ver la situación sobre el terreno. Habló personalmente con Davit Vanishvili, residente de la aldea, que había sido amenazado por las fuerzas rusas. Swoboda dijo a los periodistas: "Estoy profundamente preocupado por los nuevos hechos de fronterización. En lugar de evitar la tensión y hacer que las relaciones sean más humanas, aquí se observan nuevos hechos de fronterización que contradicen el acuerdo con Rusia".
El 17 de abril de 2014, el Parlamento Europeo adoptó una resolución sobre la presión rusa sobre los países de la Asociación Oriental. La resolución, que instaba a los Estados miembros de la UE a considerar la posibilidad de reforzar las sanciones contra Rusia por su apoyo a los rebeldes en el este de Ucrania, también mencionaba las regiones ocupadas de Georgia, diciendo que Rusia "... sigue ocupando las regiones georgianas de Abjasia y Tskhinvali/Osetia del Sur, en violación de las normas y principios fundamentales del derecho internacional". La resolución decía que bajo el control efectivo de la potencia ocupante se había producido una limpieza étnica y cambios demográficos forzados en Abjasia y Osetia del Sur, y que Rusia era responsable de las violaciones de los derechos humanos. La resolución también declaraba que Georgia, Moldavia y Ucrania "... tienen una perspectiva europea y pueden solicitar convertirse en miembros de la Unión siempre que se adhieran a los principios de la democracia, respeten las libertades fundamentales y los derechos humanos y de las minorías y garanticen el Estado de derecho".

#### Consejo de Europa
En 2013, la Asamblea Parlamentaria del Consejo de Europa adoptó una resolución en la que expresaba su preocupación por las consecuencias humanitarias de la guerra de 2008. La Asamblea también pidió que se concediera "... acceso pleno y sin trabas a la Misión Europea de Observación en Georgia (EUMM) a las antiguas zonas de conflicto que ahora están ocupadas".
En septiembre de 2013, los ponentes de la Asamblea Parlamentaria para Georgia, Michael Aastrup Jensen y Boris Tsilevitch, expresaron su preocupación por la reanudación de la construcción de vallas y otros obstáculos físicos por parte de los guardias fronterizos rusos a lo largo de las fronteras administrativas. También les preocupaba que, en varios lugares, esos obstáculos se construyeran en zonas muy adentradas en los territorios controlados por Georgia, con lo que se estaban desplazando las fronteras de facto.
En enero de 2014, el Grupo de Partido Popular Europeo en la Asamblea Parlamentaria expresó su preocupación por la campaña de "fronterización" y condenó la confiscación de tierras adicionales y la expulsión de decenas de civiles de sus hogares.
A principios de abril de 2014, el Consejo de Europa adoptó una resolución que condenaba la agresión rusa contra Ucrania y la anexión de Crimea. La asamblea del Consejo retiró el derecho a voto a la delegación rusa de 18 miembros hasta finales de 2014. La resolución fue adoptada por 145 votos a favor, 21 en contra y 22 abstenciones. La resolución también criticaba a Rusia por su presencia militar en Abjasia y Osetia del Sur, diciendo que la Federación Rusa no había implementado las Resoluciones 1633 (2008), 1647 (2009) y 1683 (2009) del Consejo de Europa sobre las consecuencias de la guerra ruso-georgiana y que las tropas rusas todavía ocupaban las provincias georgianas de Abjasia y Osetia del Sur. La Asamblea también criticó la negativa de la Federación Rusa a permitir la presencia de observadores de la UE y a revertir la limpieza étnica.
Durante su 1198.ª reunión, celebrada los días 29 y 30 de abril de 2014, los diputados del Comité de Ministros del Consejo de Europa debatieron el noveno Informe Consolidado sobre el Conflicto en Georgia, preparado por el Secretario General, Thorbjørn Jagland. Los Estados miembros del Consejo de Europa evaluaron positivamente el Informe Consolidado y apoyaron la práctica de presentar en el futuro los informes consolidados del Secretario General. Sólo los representantes de Rusia cuestionaron la eficacia de estos informes. Los diputados apoyaron la integridad territorial de Georgia, expresaron su preocupación por la instalación de vallas de alambre de púas y otros obstáculos artificiales por parte de Rusia y destacaron la necesidad de la retirada de obstáculos.

#### OSCE
La Asamblea Parlamentaria de la Organización para la Seguridad y la Cooperación en Europa (OSCE) celebró su sesión anual en Mónaco el 9 de julio de 2012. Aprobó una resolución en apoyo de Georgia y se refirió a Abjasia y Osetia del Sur, dos regiones separadas, como territorios ocupados. La resolución instaba al Gobierno y al Parlamento de la Federación Rusa, y a las autoridades de facto de Abjasia y Osetia del Sur, a permitir el acceso de la Misión de Observación de la Unión Europea a los territorios ocupados. También decía que la Asamblea Parlamentaria de la OSCE estaba "preocupada por la situación humanitaria de las personas desplazadas tanto en Georgia como en los territorios ocupados de Abjasia y Osetia del Sur, así como por la negación del derecho a regresar a sus lugares de residencia". El Ministerio de Asuntos Exteriores ruso reaccionó con dureza, diciendo que "la mayoría de los diputados de la Asamblea Parlamentaria de la OSCE una vez más no desean aceptar objetivamente las realidades de la situación actual en el Cáucaso".
El 26 de octubre de 2013, Ignacio Sánchez Amor, Representante Especial de la Asamblea Parlamentaria de la OSCE sobre Cooperación Fronteriza, visitó las aldeas de Ditsi y Didi Khurvaleti en el municipio de Gori. Expresó su pesar por el establecimiento de obstáculos físicos a lo largo de las fronteras administrativas. "Hago un llamamiento a las autoridades implicadas para que detengan este proceso de inmediato y retiren el alambre de púas que impide a los residentes de la zona llevar una vida cotidiana normal y contraviene el principio de la integridad territorial de Georgia", dijo. "Es triste ver a la gente corriente expuesta a tales penurias". Sánchez Amor visitó de nuevo la línea fronteriza administrativa el 14 de mayo de 2014 y condenó el efecto negativo continuo de una frontera "falsa" sobre la población local.
Los parlamentarios de los Estados de la OSCE se reunieron en una sesión anual en Bakú del 28 de junio al 2 de julio de 2014. Entre numerosas decisiones, la Asamblea Parlamentaria de la OSCE también instó a la Federación Rusa a cumplir los compromisos asumidos en virtud del acuerdo de alto el fuego del 12 de agosto de 2008 de desocupar el territorio georgiano y a respetar los principios del derecho internacional.

#### OTAN
En noviembre de 2010, la Asamblea Parlamentaria de la OTAN adoptó una resolución que contenía los términos "territorios ocupados" y "limpieza étnica" en referencia a la presencia y las acciones militares rusas en Abjasia y Osetia del Sur. Los parlamentarios de la OTAN instaron a Rusia a "revertir" los resultados de la limpieza étnica y permitir el regreso "seguro y digno" de todos los desplazados internos a sus hogares. La Resolución condenó el endurecimiento por parte de las tropas fronterizas del Servicio Federal de Seguridad ruso de los procedimientos para cruzar la línea fronteriza administrativa, el aumento de la presencia militar rusa en los territorios ocupados, así como el bloqueo por parte de Rusia de la ampliación de las misiones de la OSCE y de las Naciones Unidas en Georgia. Instó a Rusia a permitir a la Misión de Observación de la Unión Europea el acceso sin trabas a todo el territorio de Georgia. La Asamblea Parlamentaria de la OTAN también acogió con satisfacción la Estrategia Estatal de Georgia sobre los Territorios Ocupados y el Plan de Acción para el Compromiso.
En septiembre de 2013, James Appathurai, Representante Especial del Secretario General de la OTAN para el Cáucaso y Asia Central, expresó su preocupación en su página de Facebook por la construcción de vallas.
El 2 de octubre de 2013, el Secretario General Anders Fogh Rasmussen expresó su preocupación por las actividades de Moscú para instalar vallas a lo largo de las fronteras administrativas de Abjasia y Osetia del Sur. Pidió que se eliminaran las barreras, que, según dijo, afectan "a la vida de los ciudadanos de Georgia que viven a ambos lados de las fronteras administrativas". También afirmó que la construcción de las barreras "está en contradicción con los compromisos internacionales de Rusia y no contribuye a una solución pacífica del conflicto".
El 5 de febrero de 2014, la OTAN criticó a Rusia por ampliar su frontera hacia la región georgiana de Abjasia, una medida que Moscú había presentado como un paso temporal para ampliar una zona de seguridad alrededor de los Juegos Olímpicos de Invierno de Sochi. "Hemos tomado nota de la reciente decisión de ampliar temporalmente la llamada zona fronteriza de Abjasia hacia el interior del territorio georgiano sin el consentimiento del gobierno georgiano", dijo el Secretario General de la OTAN, Anders Fogh Rasmussen. "Estamos muy preocupados por esa decisión", dijo en una conferencia de prensa en Bruselas.

## Situación actual del conflicto

Bases militares rusas en la región de Tsjinvali (Osetia del Sur).

Bases militares rusas en Abjasia

En la actualidad, el 20% del territorio internacionalmente reconocido de Georgia se encuentra bajo ocupación militar rusa. Rusia no permite que los observadores de la Misión de Observación de la Unión Europea en Georgia entren en Osetia del Sur y Abjasia, lo que viola el Acuerdo de Alto el Fuego de Seis Puntos.
En 2011, el Departamento de Estado de los Estados Unidos publicó el Informe sobre los derechos humanos, en el que se destaca que las autoridades de facto de Abjasia y Osetia del Sur cuentan con el apoyo de varios miles de tropas de ocupación rusas desde 2008. Además, se han restringido los derechos de los georgianos étnicos a participar en el proceso político y a ejercer sus derechos básicos. Se ha negado el permiso para que los georgianos étnicos expulsados durante y después de la guerra de 2008 regresen a Osetia del Sur a menos que renuncien a su ciudadanía georgiana y acepten un pasaporte ruso. Ningún organismo internacional pudo supervisar el alcance de la presencia militar rusa, restringiendo estrictamente la actividad de los medios de comunicación en los territorios ocupados.
El informe emitido por el Comité Nacional de Política Exterior de Estados Unidos y el Instituto para el Estudio de los Derechos Humanos, expresó preocupación por el hecho de que Rusia "no sólo no se retiró, sino que expandió el territorio bajo su control más allá de las zonas de conflicto anteriores a la guerra" y Rusia "estableció una presencia de tropas en 51 aldeas que no controlaba antes de la guerra y realizó patrullas militares en territorio que no controlaba anteriormente". El informe también describe la presencia militar rusa en Abjasia y Osetia del Sur:

"Rusia también desplegó nuevos sistemas de armas, como helicópteros de ataque y tanques, donde no existían antes de la guerra. En octubre de 2010, Abjasia y Osetia del Sur se convirtieron en anfitrionas de cohetes ofensivos del tipo "Smerch", "Tochka-U" y "S-21", un cohete táctico que puede transportar agentes nucleares, de racimo o químicos hasta 150 kilómetros. Los misiles tierra-aire S-300 estaban desplegados en Abjasia. Rusia firmó acuerdos de arrendamiento de 49 años con renovaciones automáticas de 5 años en Gudauta y Tsjinvali. Rusia ha construido 5 bases militares permanentes en Osetia del Sur controladas por aproximadamente 5000 efectivos de seguridad. Otros 5000 están desplegados en Abjasia. Ambos despliegues incluyen tropas del ejército regular, guardias fronterizos y personal del Servicio Federal de Seguridad. El Ministerio de Defensa de Rusia renovó su comando militar en el Cáucaso septentrional, vinculándolo a las fuerzas rusas en Georgia".

En una de las aldeas georgianas de Osetia del Sur, las fuerzas rusas arrasaron las casas de los georgianos y construyeron en su lugar nuevas bases militares para el 58.º Ejército ruso.
Un informe del International Crisis Group concluyó que, como Rusia tiene control sobre las "fronteras", las carreteras y el mar de Abjasia, no necesita una fuerte presencia permanente; Rusia puede trasladar equipo militar y tropas dentro y fuera de Abjasia a voluntad. Sin embargo, existe una fuerte presencia militar rusa y de guardias fronterizos del Servicio Federal de Seguridad a lo largo de la línea fronteriza administrativa propiamente dicha entre Abjasia y Georgia, en el distrito de Gali.
El Departamento de Estado de los Estados Unidos, en sus "Informes nacionales sobre prácticas de derechos humanos de 2013" menciona que en 2013 se produjeron secuestros a lo largo de las fronteras administrativas de ambas regiones ocupadas. Los funcionarios de facto de los territorios ocupados y los funcionarios rusos siguieron deteniendo a personas por cruzar "ilegalmente" la frontera administrativa. Las autoridades y las fuerzas de ocupación rusas siguieron restringiendo el acceso a los medios de comunicación en Osetia del Sur y Abjasia. Así mismo, también restringieron el movimiento de la población a través de las fronteras administrativas para recibir atención sanitaria y otros servicios. Se informó de que la calidad de la educación en Abjasia ocupada y Osetia del Sur era deficiente.
Según Elizabeth Cullen Dunn y Michael S. Bobick, esta situación se denomina "ocupación sin ocupación" y es una forma distintiva de guerra. La forma de guerra de Vladímir Putin es "el espectáculo de la dominación", que crea poblaciones dóciles dentro de las nuevas fronteras geográficas de Rusia en Europa. El elemento clave de la estrategia es utilizar las regiones separatistas como perchas desde las que intimidar a los estados más grandes que alguna vez las administraron. Una ocupación progresiva y la posterior toma de posiciones estratégicas en las regiones separatistas apuntan a restablecer el control sobre el "exterior cercano" de Rusia. Al ocupar provincias separatistas y establecer bases militares desde las que amenazar con la ocupación del resto de Ucrania, Georgia y Moldavia, Rusia puede influir en las acciones de los estados soberanos. La "guerra sin guerra" y la "ocupación sin ocupación" son más flexibles y más baratas que una ocupación real, ya que el objetivo potencial puede cambiar rápidamente.